# Gravastar
 (décembre 2016).
Améliorez-le ou discutez des points à vérifier. 
Un gravastar est un objet céleste hypothétique, qui pourrait être une alternative à la notion de trou noir. Le terme est un mot-valise anglais, pour gravitational vacuum star (« étoile de vide gravitationnel »).
Deux physiciens américains, Emil Mottola, du Los Alamos National Laboratory, et Pawel Mazur de l'université de Caroline du Sud sont à l'origine d'une nouvelle hypothèse concernant les trous noirs. D'après eux, il s'agirait en fait de « bulles » contenant du vide enveloppé d'une écorce de matière particulièrement dure. 
En reprenant strictement le modèle de formation d'un trou noir, ces scientifiques ont calculé que l'effondrement qui serait à l'origine d'un trou noir n'évolue plus, passé un certain seuil. Parvenue à cette limite, la gravité extrêmement élevée de l'astre transforme sa matière en un condensat de Bose-Einstein. D'ailleurs, plusieurs expériences ont démontré dans la pratique cet état dont la température est à la limite du zéro absolu. Les particules qui composent l'atome sont donc « gelées » au point qu'il n'y ait plus de spin. 
Le condensat qui entoure la sphère de vide autour du gravastar est quasi indestructible. Tout ce qui passe autour serait donc aspiré par la gravité de l'astre et puis s'écraserait à la surface pour s'y fusionner. L'intégration au condensat émettrait de grandes quantités d'énergie.
L'avantage de cette hypothèse est de se débarrasser des incompatibilités entre les trous noirs et la mécanique quantique, mais elle n'est à l'heure actuelle pas prise au sérieux par la communauté scientifique.